# Вейбридж (Вермонт)
Вейбридж (англ. Weybridge) — місто (англ. town) в США, в окрузі Еддісон штату Вермонт. Населення — 814 особи (2020).

## Демографія
Згідно з переписом 2010 року, у місті мешкали 833 особи в 331 домогосподарстві у складі 240 родин. Було 354 помешкання
Расовий склад населення:
| - 96,8 % — білих - 1,1 % — чорних або афроамериканців - 0,5 % — азіатів - 0,2 % — корінних американців - 0,1 % — вихідців з тихоокеанських островів |

До двох чи більше рас належало 1,3 %. Частка іспаномовних становила 1,6 % від усіх жителів.
За віковим діапазоном населення розподілялося таким чином: 22,6 % — особи молодші 18 років, 60,6 % — особи у віці 18—64 років, 16,8 % — особи у віці 65 років та старші. Медіана віку мешканця становила 46,6 року. На 100 осіб жіночої статі у місті припадало 98,8 чоловіків;  на 100 жінок у віці від 18 років та старших — 99,1 чоловіків також старших 18 років.
Середній дохід на одне домашнє господарство  становив 103 494 долари США (медіана — 82 788), а середній дохід на одну сім'ю — 122 557 доларів (медіана — 101 563). Медіана доходів становила 63 125 доларів для чоловіків та 44 063 долари для жінок. За межею бідності перебувало 4,6 % осіб, у тому числі 0,0 % дітей у віці до 18 років та 6,8 % осіб у віці 65 років та старших.
Цивільне працевлаштоване населення становило 486 осіб. Основні галузі зайнятості: освіта, охорона здоров'я та соціальна допомога — 37,4 %, роздрібна торгівля — 10,7 %, виробництво — 10,1 %, науковці, спеціалісти, менеджери — 9,9 %.